# Xavier Farré Vidal
Xavier Farré Vidal (ur. 1971 w L’Espluga de Francolí) – kataloński poeta, literaturoznawca, tłumacz z języka polskiego i ze słoweńskiego, nauczyciel akademicki.

## Życiorys
Otrzymał nagrodę za kataloński przekład wyboru wierszy Czesława Miłosza. Tłumaczył poezję Adama Zagajewskiego na kataloński i hiszpański oraz kilka sztuk Krystiana Lupy na język kataloński. Wraz z Gerardo Baltranem i Ablem Murcią przełożył na hiszpański wiersze zwarte w zbiorku Leszka Engelkinga Museo de la infancia – Muzeum dzieciństwa (2010). Jego wiersze były tłumaczone na angielski, chorwacki, litewski, polski i  słoweński. Podjął pracę jako starszy wykładowca w Instytucie Filologii Romańskiej na Uniwersytecie Jagiellońskim.

## Twórczość
- Llocs comuns (2004)
- Retorns de l’Est (Antologia de poemes 1990-2001) (2005)
- Inventari de fronteres (2006)
- La disfressa dels arbres (2008)